# 澤村榮治
澤村榮治（1917年2月1日—1944年12月2日）是日本職棒東京巨人隊的投手。

## 經歷
1917年2月1日，澤村榮治出生於三重縣的宇治山田市（今三重縣伊勢市），是澤村賢二夫婦的長子。
1933年春天作為京都商業學校（現在的京都學園高級中學）的投手，1934年春天·夏天的高中棒球全國大會（當時初中棒球）出場。在1934年的夏天大會結束後從京都商業學校輟學，參加讀賣新聞社所主辦日美棒球賽（1934年大聯盟日本巡迴賽）以全日本隊參戰。

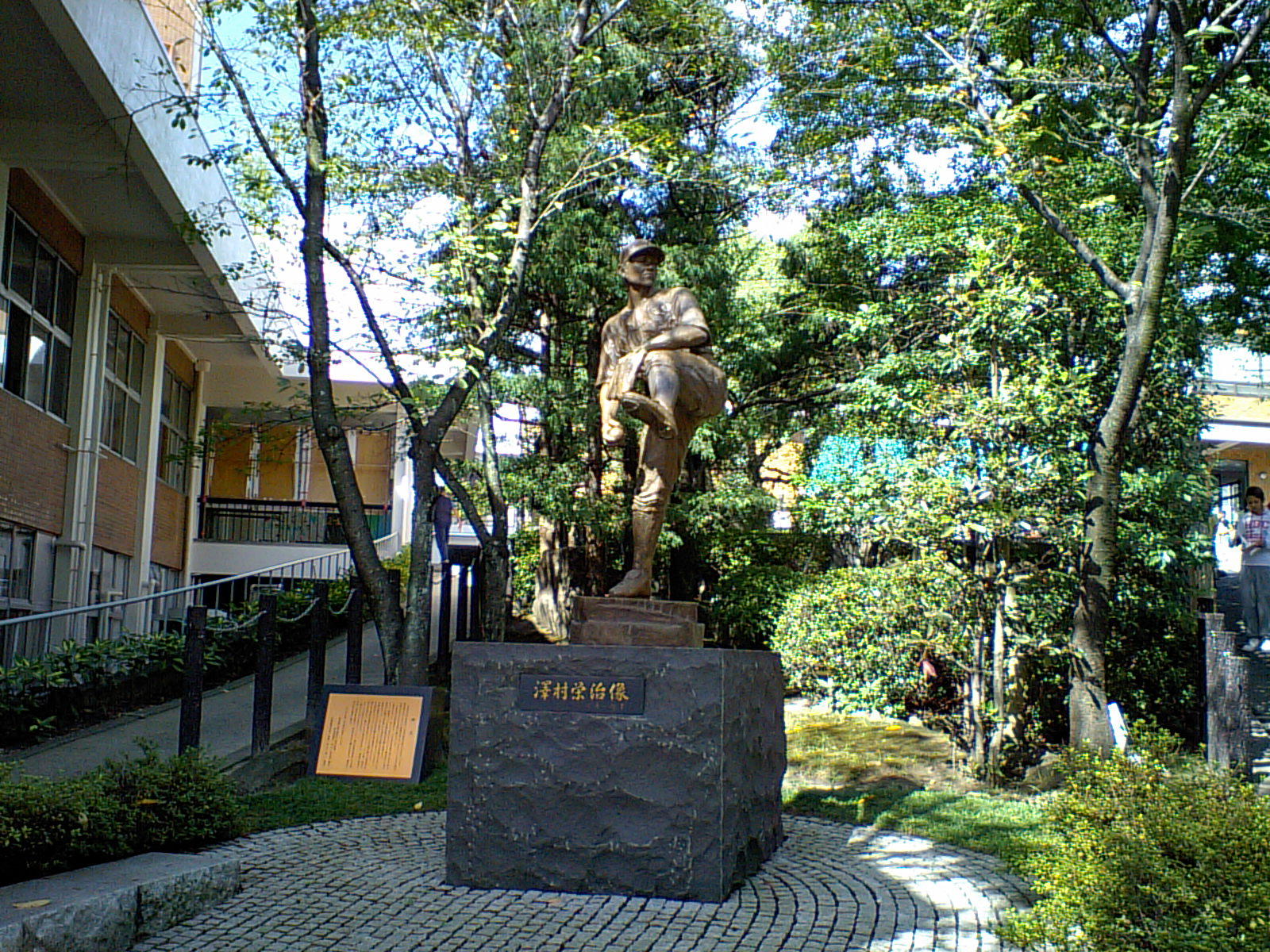
設立於母校京都商業學校的銅像。

1934年11月11日，澤村榮治代表日本隊面對美國職棒大聯盟的明星隊，1局上三振二棒查理·蓋林傑、三棒貝比·魯斯，2局上再三振四棒盧·賈里格、五棒吉米·法克斯，完成連續三振4名打者的壯舉。但7局下的偏高速球被盧·賈里格打出陽春全壘打，終場日本隊以0比1敗陣。但他以17歲的年紀表現令當時大聯盟選手都印象深刻，當時大聯盟明星隊總教練Connie Mack甚至開出合約想要網羅這名大物投手，不過最後被澤村以不願離開家鄉為由拒絕。
1936年，澤村投出日本第一場無安打比賽，且在日本職棒初次的總冠軍戰創下了連續3場先發3勝的紀錄，成為讀賣巨人擊敗阪神虎隊初次奪冠的最大功臣，1937年春更以24勝、防禦率0.81的好成績同時成為成為日本職棒第一位20勝的投手與年度最有價值球員，當年也投出個人第2場無安打比賽。然而同年澤村接到了中日戰爭的徵兵令，導致職棒生涯中斷3年，且健康受到了在戰場上所受的肌肉拉傷、槍傷與瘧疾的損害。1940年重返職棒界時澤村的手臂已無法負擔過去投出豪速球的上肩投法，不過他成功地改以控球派的側肩投法復出，並達成了生涯第3次的無安打比賽。但1942年澤村再度遭到徵兵，待1943年返國時體能已嚴重受損，雖然澤村試著改以低負擔的低肩投法復出，球威與控球已大不如前的結果只留下了4先發0勝3敗的生涯最差表現。

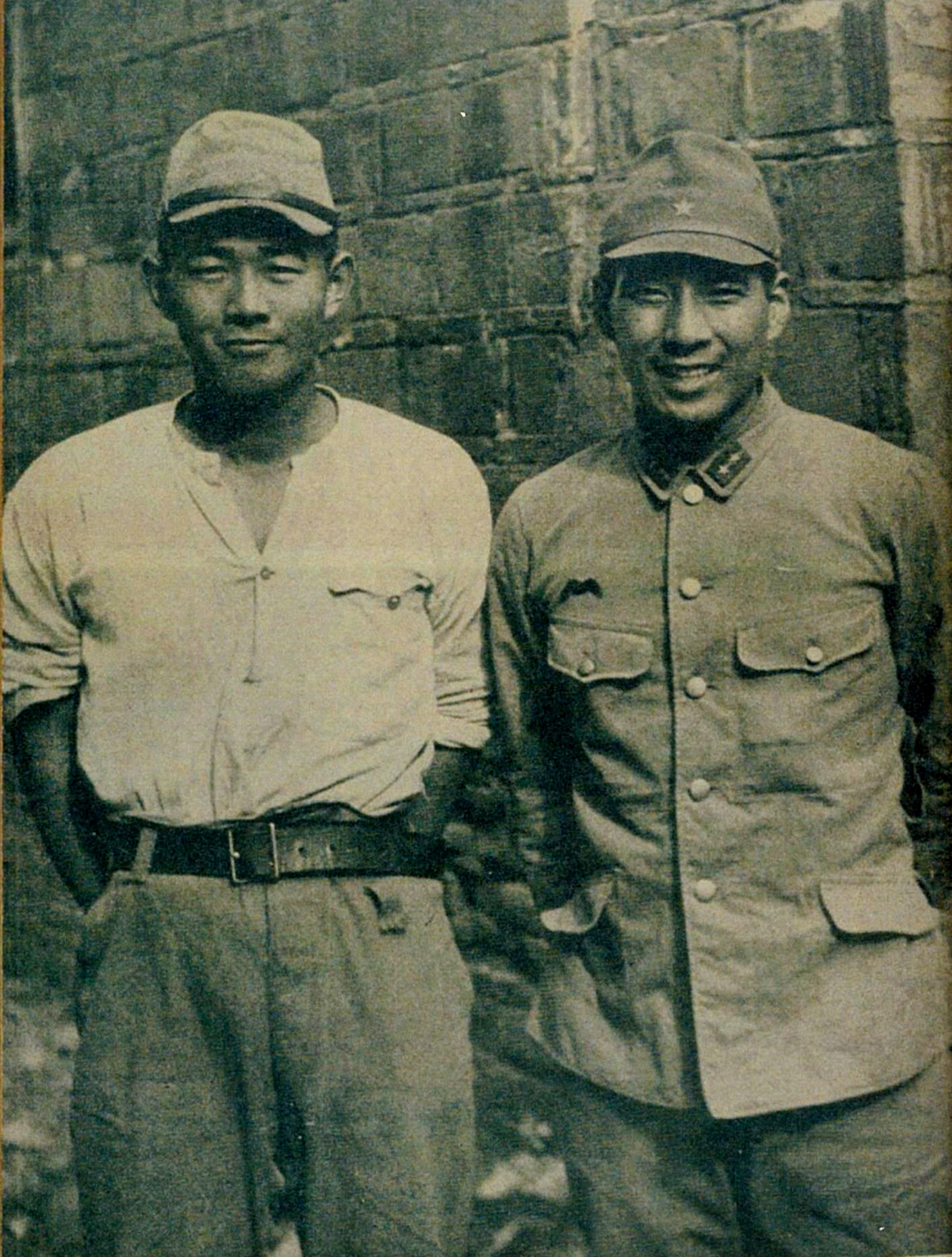
1939年，於戰地時的澤村榮治（左、東京巨人隊）與小川年安（右、大阪虎）。

1944年澤村遭到東京巨人隊解僱，並因棒球界元老鈴木惣太郎以「巨人的澤村就到此為止」（巨人の澤村で終わるべきだ）的勸說而選擇從棒球界引退。同年10月澤村第3度被陸軍徵召，於1944年12月2日乘船前往菲律賓途中被美軍潛水艇USS Sea Devil (SS-400)擊沉，而隨船沉沒於屋久島附近，死時年僅27歲。
澤村在短暫的職棒生涯留下63勝22敗、防御率1.74及3次無安打比賽的傲人成績，被譽為日本棒球界戰前最偉大的投手，1947年日本職棒為了紀念這位大投手，成立澤村賞來表揚年度傑出的投手，同年7月9日讀賣巨人將其使用的背號14號以及黑澤俊夫的4號退休、列為榮譽背號，是日本職棒史上第一批榮譽背號。1959年進入日本棒球名人堂。

## 獲得獎項・記錄
- 最優秀選手：1次（1937年春）
- 最多勝利：2次（1936年秋、1937年春）
- 最優秀防御率：1次（1937年春）
- 最高勝率：1次（1937年春）
- 最多奪三振：2次（1937年春、1937年秋）※当时联合会没有颁发任何奖项。
- 無安打無失分比賽：3次
  - 1936年9月25日、對大阪老虎(現今阪神虎隊甲子園球場）
  - 1937年5月1日、對大阪老虎（洲崎）
  - 1940年7月6日、對名古屋軍(現今中日龍隊西宮球場）

## 外部連結
- 澤村榮治記念館
- 澤村榮治在台灣棒球維基館上的頁面（繁體中文）